# Muara Kelingi (plaats)
Muara Kelingi is een bestuurslaag in het regentschap Musi Rawas van de provincie Zuid-Sumatra, Indonesië. Muara Kelingi telt 3.596 inwoners (volkstelling 2010).